# Plateau Rosa
El Plateau Rosa és una glacera situada a l'alta vall de Zermatt, al cantó del Valais a Suïssa.

## Toponímia
El topònim rosa prové del valdostà rouésa, o rouja, que significa "glacera" » (del llatí rosia), i és la mateixa etimologia que la de Mont Rosa.

## Geografia
Apareix com un altiplà sempre glaçat i delimitat al nord pel Cerví Menor (3.883 m), a l'est pel Breithorn occidental (4.164 m) i a l'oest per la Tête Grise (Testa Grigia) (3.480 m) i pel Coll de Sant Teòdul (3.316 m) a la frontera entre Itàlia i Suïssa.

## Instal·lacions d'esquí
Els italians van ser els primers a arribar a la glacera mitjançant transport per cable, quan van inaugurar el primer telefèric Breuil-Cervinia a principis dels  anys quaranta. Als anys seixanta i setanta, els remuntadors gestionats per la companyia de telefèrics del Cerví ja permetien esquiar a l'estiu a la glacera.
Aleshores, també es va arribar a la glacera amb els telefèrics de Zermatt, de manera que els remuntadors van quedar sota la direcció d'una empresa suïssa. Encara avui, per esquiar a la glacera, és necessari disposar d'un forfet internacional.
El punt de partida de l'equip italià és a Breuil, la meta a Tête Grise (Testa Grigia). Des del costat suís, la sortida és a Zermatt, la meta al Petit Cerví. El telefèric Klein Matterhorn és el més alt d'Europa. Un remuntador obert només a l'estiu permet, entre altres coses, arribar a la Bosse de Rollin (Gobba di Rollin), a 3.899 m. Domina la glacera de Saint-Théodule (Theodulgletscher) a la qual està directament vinculat.

## Llocs d'interès
Prop de l'arribada del telefèric Klein Matterhorn hi ha el Palais de glace, una sèrie de coves excavades a 15 metres de profunditat a la glacera, on podeu admirar escultures de gel i neu i conèixer la glaciologia.
El refugi Guies del Cerví, situat a la frontera en el lloc de control de la policia de frontera, a prop de l'estació meteorològica de l'aeronàutica militar italiana i d'un laboratori del Consiglio Nazionale delle Ricerche (CNR) italià, equipat per al seguiment de l'acció dels gasos d'efecte hivernacle i de la qualitat de l'aire.

## Refugis
Directament a prop del Plateau Rosa hi ha el refugi Théodule (3.317 m), a prop del coll del mateix nom, i el refugi Guides du Cervin (3.480 m) a Tête Grise.

## Galeria

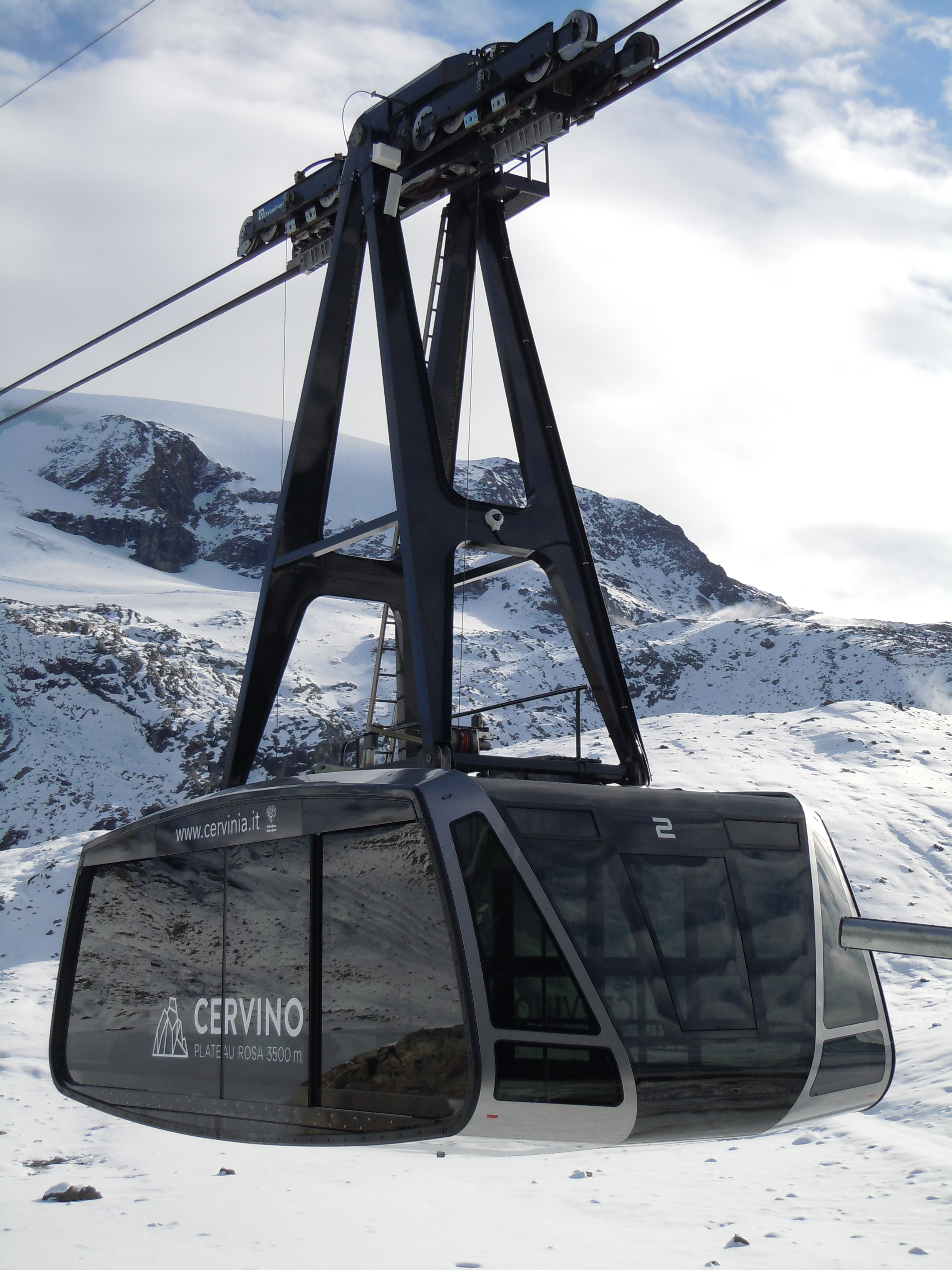
El telefèric que arriba al cim del Plateau Rosa
Arribada del telefèric al Petit Cerví